# Tso Moriri
Tso Moriri o Lago Moriri (tibetano: ལྷ་མོའི་བླ་མཚོ, Wylie: lha mo bla mtsho) o "Lago di montagna" (Tso significa lago in lingua Ladakhi), è un lago nell'altopiano di Qiangtang (letteralmente: pianure settentrionali) in Ladakh nel nord dell'India. Tso Moriri, situato ad un'altitudine di circa 4500 m slm, è famoso per essere un rifugio per l'avifauna e la sua posizione lo rende un importante punto di sosta migratoria per circa 40 specie di uccelli di sei famiglie. Il lago e l'area circostante fanno parte della Riserva per la conservazione della zona umida di Tso Moriri (Tso Moriri Wetland Conservation Reserve).
L'accesso è in gran parte limitato alla stagione estiva, sebbene il villaggio di Korzok sulla sponda nord-occidentale e le strutture militari sulle sponde orientali siano abitati tutto l'anno.

## Topografia

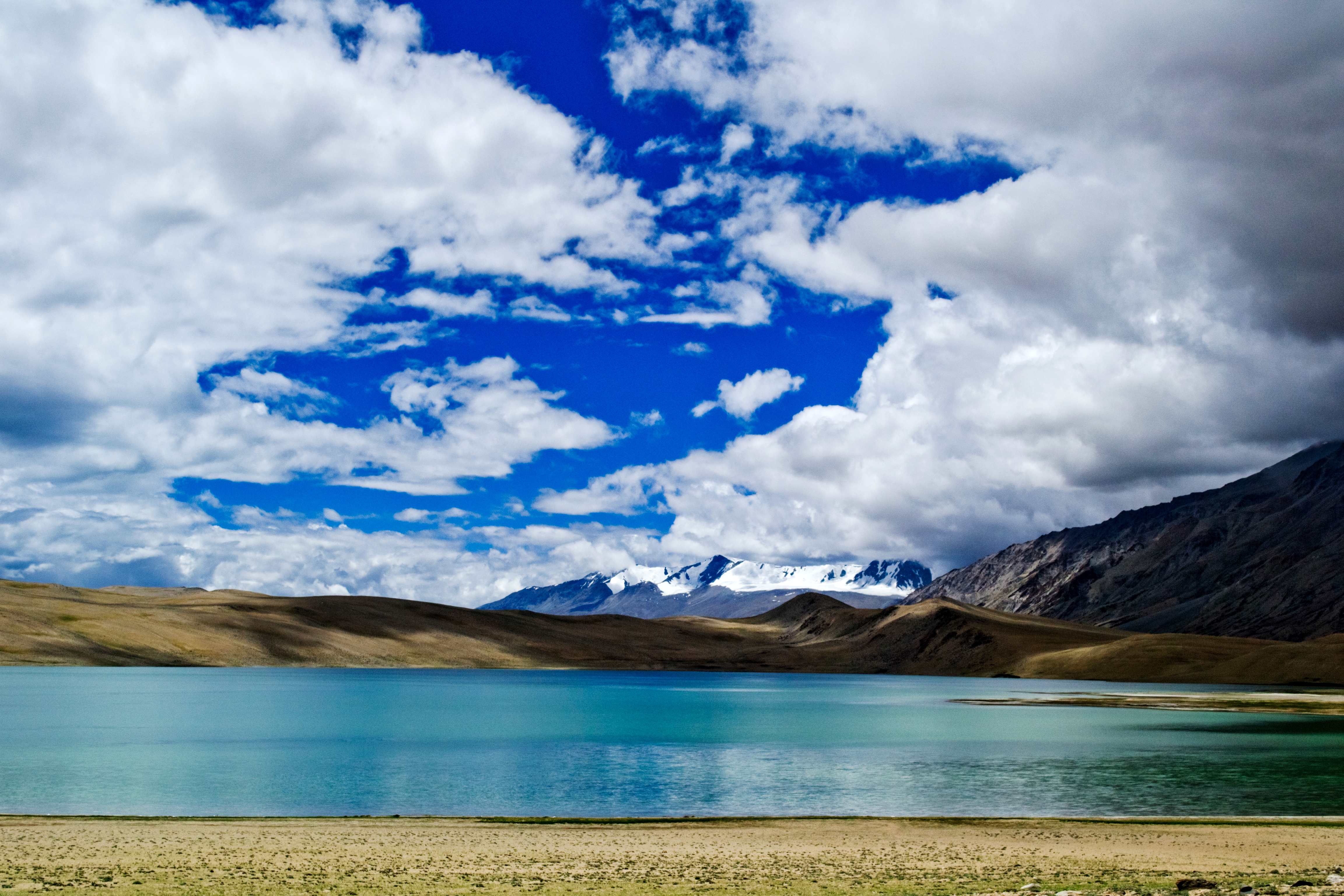
Tso Moriri in agosto

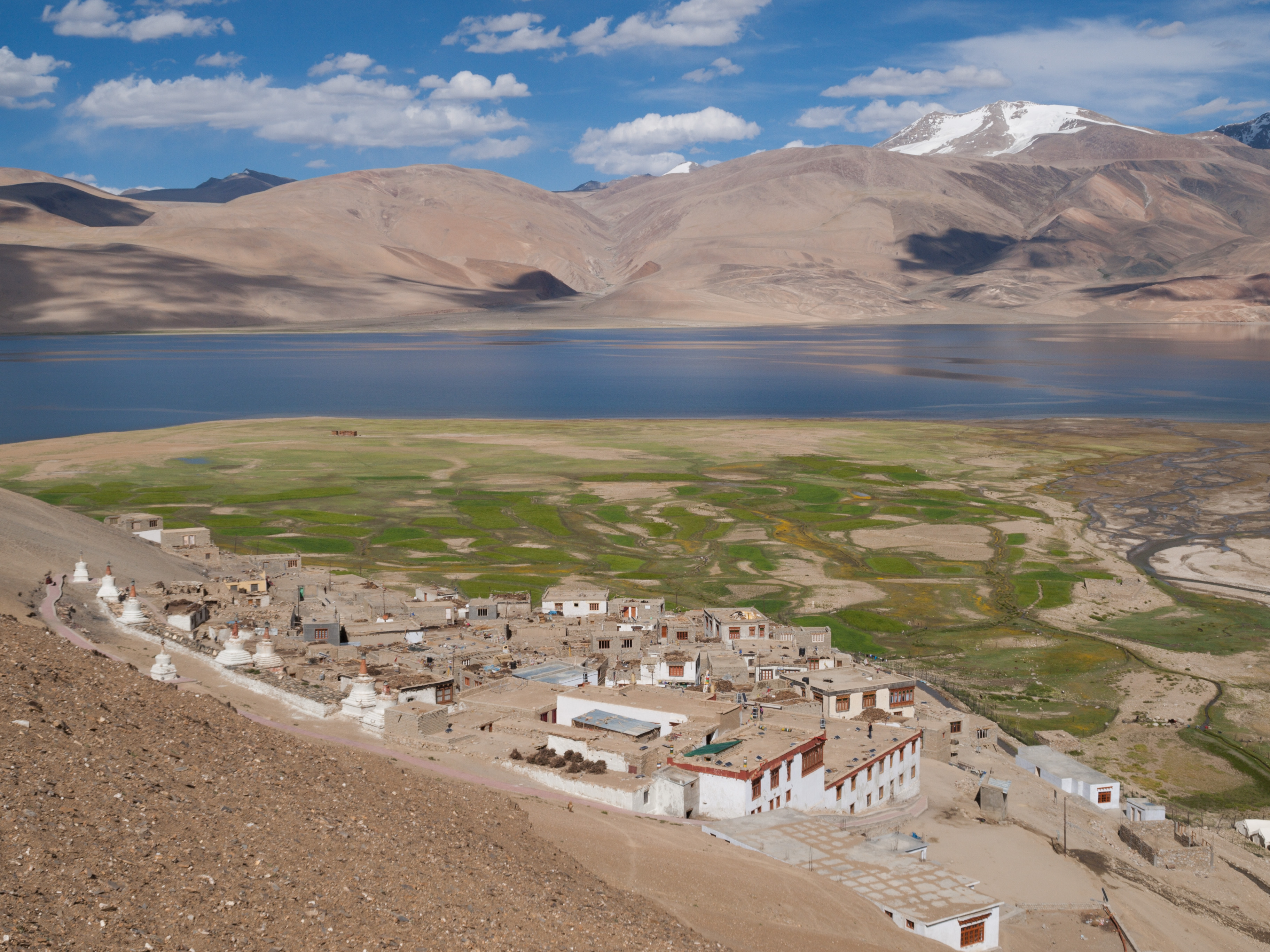
Il lago e il villaggio di Korzok

Posto a un'altitudine di 4595 m, è il più grande dei laghi d'alta quota interamente all'interno dell'India e interamente all'interno del Ladakh. È lungo circa 25 km da nord a sud e largo da 5 a 7 km; ha una profondità massima di 40 m.  È alimentato dalle sorgenti e dallo scioglimento delle nevi dei monti adiacenti. La maggior parte dell'acqua in entrata affluisce da due principali sistemi di corsi d'acqua, uno da nord, l'altro da nord-ovest. Entrambi i sistemi formano vaste paludi immettendosi nel lago. Il lago attualmente non ha sbocco e l'acqua è leggermente salmastra e alcalina. In precedenza aveva uno sbocco a sud, ora bloccato, diventando endoreico.
Secondo la classificazione dei laghi himalayani fatta in base alla loro origine, Tso Moriri rientra nel gruppo dei "laghi residui" (come lo Tso Kar, il Pangong Tso e il Lago Dal in Kashmir), che sono i resti di vasti laghi strutturali, formatisi da pieghe o faglie dovute a movimenti nella crosta terrestre.
L'altopiano di Qiangtang nel Ladakh orientale rappresenta un insieme di ecosistemi scarsamente produttivi che protegge specie floreali e faunistiche uniche. L'area è un'estensione dell'altopiano tibetano occidentale che si trova sopra i 4500 m slm e supporta varie ma piccole popolazioni di mammiferi minacciati a livello globale.
Situato nella valle di Rupshu, a meno di 250 chilometri a sud-est di Leh, il lago è circondato da montagne che superano i 6000 m, tra cui Chamser Kangri e Lungser Kangri. 
I principali abitanti della zona sono i Changpa, pastori nomadi che allevano yak, pecore, capre e cavalli di origine tibetana e coltivano l'orzo in quelli che sono considerati i campi più alti del pianeta.

## Flora e fauna

### Avifauna
La zona umida di Tso Moriri, insieme a quella di Tsokar, è considerata la località di riproduzione più importante per gli uccelli acquatici del Ladakh. Tso Moriri e Tsokar sono le uniche aree di riproduzione in India dell'oca indiana (Anser indicus) e le uniche aree di riproduzione fuori dalla Cina della gru dal collo nero (Grus nigricollis), a rischio di estinzione. Il lago di Tso Moriri inoltre funge da importante area di sosta durante la migrazione autunnale per una moltitudine di uccelli acquatici, tra cui la moretta tabaccata (Aythya nyroca), specie protetta, e la sterna indiana di fiume (Sterna aurantia).
Tra le altre specie di uccelli acquatici nidificanti nell'area figurano inoltre: 
- la casarca ferruginea (Tadorna ferruginea)
- la pettegola (Tringa totanus)
- il gabbiano testabruna (Larus brunnicephalus)
- il corriere della Mongolia (Charadrius mongolus)
- lo svasso maggiore  (Podiceps cristatus).[1]

### Mammiferi

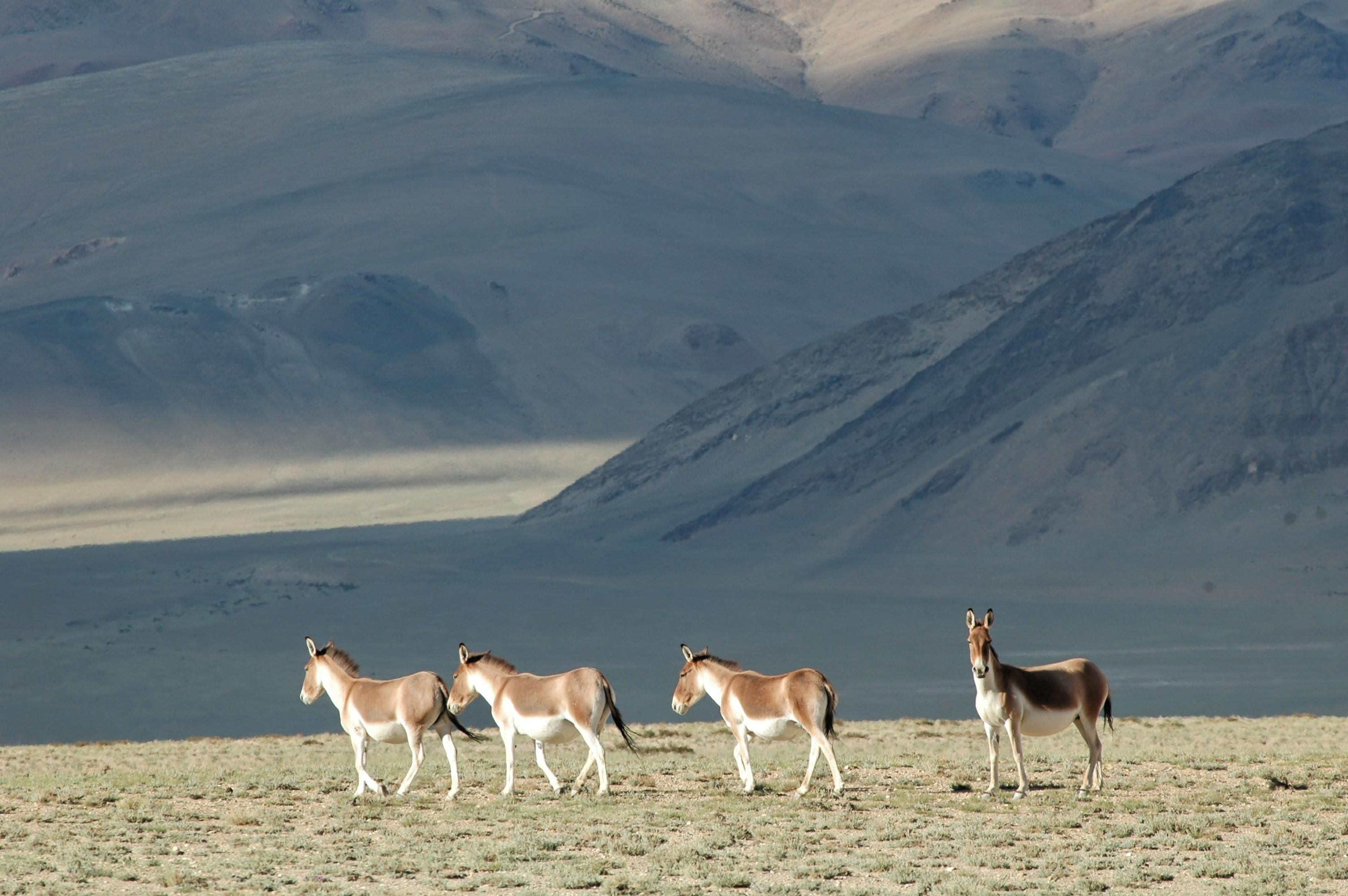
Un gruppo di kiang vicino al lago Tso Moriri

Tra i piccoli mammiferi le più abbondanti sono le marmotte himalayane (Marmota himalayana) che vivono sui pendii che circondano il lago, sebbene disturbate dalla presenza dei turisti. Sono inoltre presenti:
- l'arvicola (Alticola roylei)
- la lepre lanose (Lepus oiostolus)
- alcune specie di pica tra cui il pica dalle orecchie grandi (Ochotona macrotis) e il pica dalle labbra nere (Ochotona curzoniae)
- la donnola (Mustela nivalis)
- la volpe (Vulpes vulpes)

I grandi mammiferi della zona includono:
- il leopardo delle nevi (Panthera uncia), sulle montagne circostanti
- l'asino selvatico tibetano o kiang (Equus kiang)
- il lupo tibetano (Canis lupus filchneri), sull'altopiano
- il bharal o pecora blu (Pseudois nayaur)
- l'argali del Tibet (Ovis ammon hodgsoni), sui pendii
- la gazzella tibetana (Procapra picticaudata).

### Vegetali
Il lago è di natura oligotrofica. A causa della salinità le parti più profonde del lago sono prive di vegetazione, mentre nelle aree poco profonde si trovano alcune specie di Potamogeton. Il fitoplancton è composto principalmente da Oocystis oltre ad alcuni esemplari della diatomea Cyclotella.
Le paludi e le torbiere circostanti hanno un'abbondante vita vegetale tra cui diverse specie di carici e canneti, in particolare Carex, Caragana e Astragalus, tipiche della vegetazione arida della steppa circostante, ed erbe quali Pedicularis, Primula, ecc.

## Sito Ramsar
Lo Tso Miriri è entrato a far parte nel novembre 2002 nell'elenco dei siti delle zone umide di Ramsar ai sensi della Convenzione sulle zone umide di importanza internazionale (Convenzione di Ramsar). Le motivazioni si possono così riassumere:
- la collezione faunistica è unica e presenta una grande varietà con specie endemiche e vulnerabili
- anche le specie erbivore sono endemiche della regione
- il lago riveste un ruolo fondamentale come luogo di riproduzione e tappa fondamentale sulle rotte migratorie di numerosi uccelli acquatici appartenenti a sei famiglie, caratteristica distintiva della diversità e produttività delle zone umide.

## Turismo
Sulla sponda occidentale del lago si trova il Monastero di Korzok, che da 400 anni attrae turisti e pellegrini buddisti. La zona umida è considerata sacra dalle comunità buddiste locali. Da gennaio a marzo Tso Moriri rimane per lo più congelato; il turismo, si concentra soprattutto da maggio a settembre e attira un gran numero di visitatori stranieri e locali attratti dalla bellezza dei luoghi. Si stima che nel 2014 il lago sia stato visitato da 200.000 turisti. Gli abitanti del villaggio di Korzok offrono alloggio ai visitatori, mentre il campeggio è consentito solo in un'area delimitata attorno al villaggio.

## Minacce e sforzi per preservare l'ecosistema

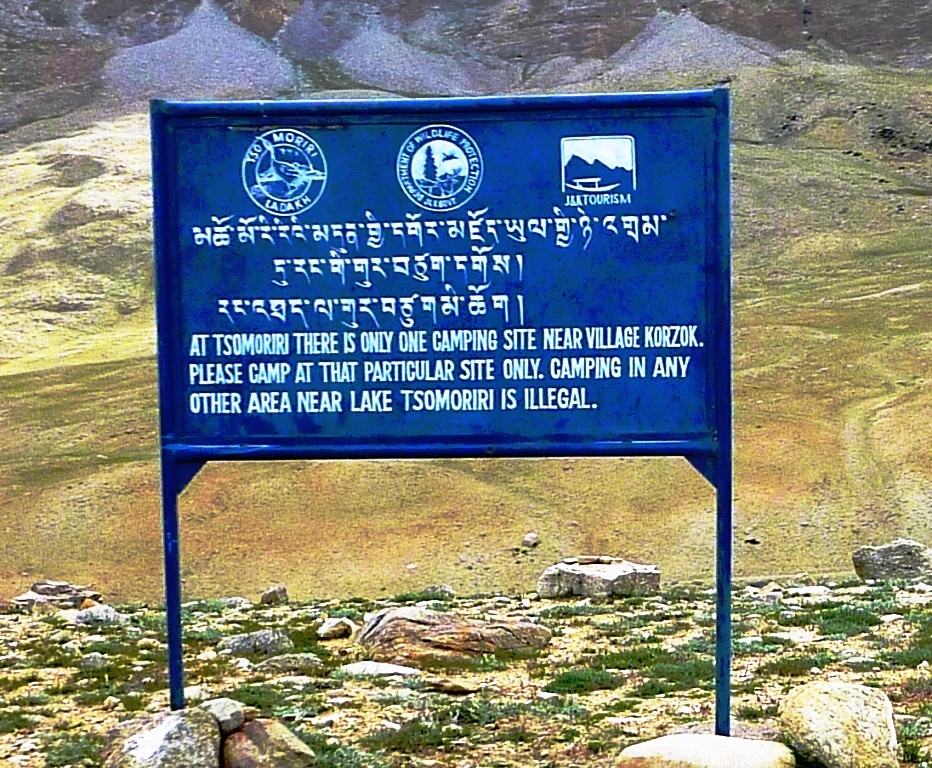
Un cartello a Tso Moriri avvisa che c'è un solo campeggio autorizzato

L'interferenza umana dovuta al turismo, che è andato via via aumentando nel corso degli anni, è la causa delle maggiori minacce all'ecosistema ambientale del lago, portando a un tasso di deterioramento da moderato a rapido. L'afflusso turistico, inizialmente non regolamentato, ha causato diminuzione dei pascoli per via delle bestie da soma portate dai visitatori e inquinamento delle acque nelle quali venivano lavati i veicoli e abbandonati i rifiuti. L'aumento dell'attività umana disturba la fauna selvatica e la riproduzione di varie specie di uccelli acquatici, alcune delle quali ad alto rischio di estinzione. La costruzione di nuove strade, in gran parte dovuta ad esigenze del turismo, colpisce le tane degli animali e danneggia il fragile ecosistema.
Per contrastare il deterioramento ambientale, Tso Moriri è stato riconosciuto amministrativamente come Riserva per la conservazione della zona umida ed è severamente vietato sparare alla fauna selvatica. Il Dipartimento di Stato per la conservazione della natura ha istituito un posto di controllo vicino a Mahe, ponte da cui i turisti entrano verso il lago.
Il WWF India, in collaborazione con gli abitanti di Korzok, hanno lavorato per mitigare l'impatto del turismo nell'area dando alla popolazione locale il controllo sia sull'afflusso di turisti che sul reddito generato da questa attività. Ciò ha portato alla creazione del Tsomoriri Conservation Trust che gestisce il turismo nell'area.Le aree di campeggio sono state accuratamente delimitate e il personale sul campo effettua un monitoraggio scientifico regolare dell'avifauna della zona umida. Il WWF sta inoltre sensibilizzando i tour operator della regione e il personale delle forze armate per coinvolgerli nella conservazione del lago.